# Ernesto Weber
Ernesto Weber (* 7. August 1925 in Winterthur; † 2008 in Locarno) war ein Schweizer Typograf, Grafiker und Maler. Sein Werk umfasst Öl- und Acrylbilder sowie Aquarelle.

## Leben und Werk
Ernesto Weber wuchs in Winterthur auf und absolvierte eine Lehre als Schriftsetzer. In den 1950er-Jahren arbeitete er als Typograf in Luxemburg und St. Gallen. Anschliessend arbeitete er in Zürich  als Schriftsetzer und besuchte in seiner Freizeit von 1948 bis 1949 Akt- und Malkurse an der Kunstgewerbeschule Zürich. Dabei entdeckte er für sich die Aquarellmalerei. Von 1950 bis 1951 belegte Weber an der Accademia delle Belle Arti in Florenz Kurse in Aktzeichnen, Malen und Kunstgeschichte. Ein weiteres Semester verbrachte er an der Akademie für angewandte Kunst in Wien.
1952 zog Weber nach Lugano, wo er als selbstständiger Drucker und Grafiker tätig war. In seiner Freizeit malte er figurative Landschaftsbilder, Stillleben und Blumenaquarelle. Diese waren meist geometrisch oder kubisch angeordnet. 1961 verkaufte er die Druckerei und wurde Teilhaber einer Druckerei in Andelfingen. 1965 zog er nach Neggio und betrieb dort eine grafische Werkstätte.
Als eher introvertierter Mensch trat Weber nur zögerlich mit seinen Werken an die Öffentlichkeit. So stellte er erst 1985 im grösseren Rahmen seine Werke in Lugano aus. Dabei lernte er Aldo Patocchi kennen, der ihn auf seinem künstlerischen Weg ermutigte. Weber entschied sich 1986 für eine Malerlaufbahn und erwarb in Curio eine heruntergekommene kleine Liegenschaft, in der er sein Atelierhaus einrichtete. Kurz danach erblindete er an beiden Augen in Folge einer Netzhautablösung. Es folgte ein halbjähriger Reha-Aufenthalt in Basel und die Überwindung einer schweren Depression. Seiner inneren Stimme folgend, begann er wieder zu malen.
Nachdem Weber die Blindenschrift erlernt hatte, beschriftete er alle Farbtuben mit Braille-Zeichen und konnte so seine inneren Vorstellungen malerisch umsetzen. Die formalen Schwierigkeiten löste er, indem er spezielle Halbkarton-Schablonen ausschnitt und auf der zu bemalenden Fläche anordnete. In der Folge stellte er seine Werke in zahlreichen Galerien aus und erlangte als blinder Maler Anerkennung über die Landesgrenzen hinaus.
Seine produktivsten Schaffensperiode hatte Weber von 1994 bis 2000. In diesen Jahren entstanden u. a. die grossformatigen Bilder; Im Wiesengrund (1994), Wunder der Natur (1996), Kathedrale (1996), Das Rad (2000), Universo magico (2000) sowie Lebenswege (2000).
Bis zu seinem Tod lebte Weber mit seinem Blindenhund Grian in Locarno. In seinem 2004 erschienenen Buch Mit Grian durch die Dunkelheit fasste Ernesto Weber seine Lebensgeschichte zusammen.